# 裾の重い分布

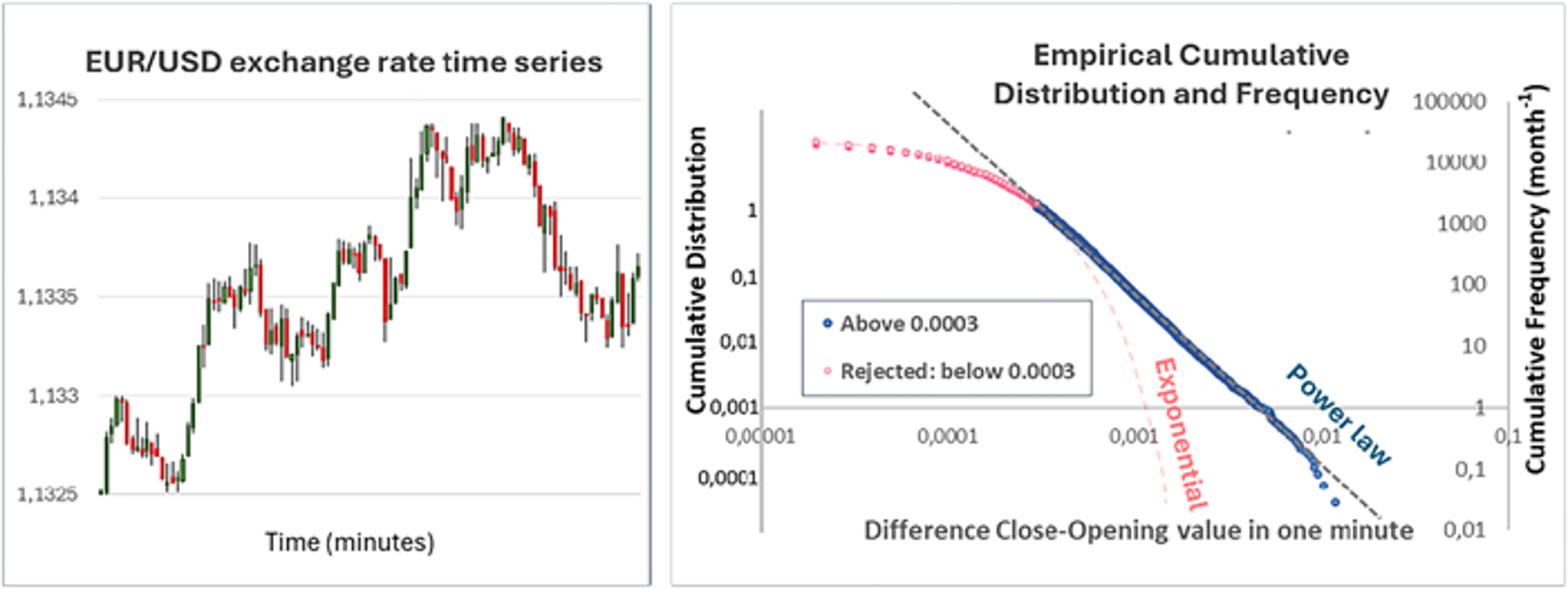
2015年から2017年の2年間におけるユーロ/米ドル為替レートの分単位の変動によって示された、裾が厚い分布の例です。 極値（図の右側）は、指数分布の確率変数よりも数桁高い頻度を示しています。Guerriero et al. (2025) より改変。

裾の重い分布あるいはヘヴィーテイルとは、確率分布の裾がガウス分布のように指数関数的には減衰せず、それよりも緩やかに減衰する分布の総称。
また類似の用語に、ファットテイル、裾の厚い分布、ロングテール、劣指数的 (subexponential) などがある。

## 定義

### 裾の重い分布(ヘヴィーテイル)
本記事冒頭部に日本語で記載されている定義を数学的に表すと以下のようになる。
確率変数 X の累積確率分布関数 F を
{\displaystyle {\overline {F}}(x)\equiv \Pr[X>x]\,}
と書いたとき、以下を満たす確率分布は(右)裾の重い分布(ヘヴィーテイル)である。
{\displaystyle \lim _{x\to \infty }e^{\lambda x}{\overline {F}}(x)=\infty \quad {\mbox{for all }}\lambda >0.\,}

### ファットテール
裾の重い分布の中でも裾の分布がべき乗則にしたがって減衰する分布をファットテールと呼ぶことが多い。

### ロングテール
確率変数 X がすべての t > 0 について以下を満たす確率分布はロングテールである。
{\displaystyle \lim _{x\to \infty }\Pr[X>x+t|X>x]=1,\,}
これは累積確率分布関数を F として以下と同じである。
{\displaystyle {\overline {F}}(x+t)\sim {\overline {F}}(x)\quad {\mbox{as }}x\to \infty .\,}
簡単にいえば、x → ∞ ではほとんど減衰しない裾を持つ分布である。

## ヘヴィーテイル分布の例

### 片側ヘヴィーテイル
- パレート分布
- 対数正規分布
- レヴィ分布
- 形状パラメータが 1未満のワイブル分布
- en:Burr distribution
- 対数ガンマ分布（英語版）
- 対数コーシー分布

### 両側ヘヴィーテイル
- コーシー分布
- 正規分布を除いた安定分布[3]
- t分布
- skew lognormal cascade distribution  [4]

## 裾指数の推定
最尤法(MLE)を用いて裾指数を推定することができる。代表的な裾指数の推定方法には次の推定法がある。
- Pickands tail-index
- Hill tail-index

### ソフトウェア
- 裾指数推定のためのC言語ツール[リンク切れ][5]